# روبن وولكوويسكي
روبن وولكوويسكي مواليد 30 سبتمبر 1973، هو لاعب كرة سلة أرجنتيني بدأ مسيرته الاحترافية في سنة 1996 يلعب مع فريق سارمينتو دي ريسيستينثيا ويحمل الرقم 15. يبلغ طوله 6 قدم 10 بوصة (2.1 م).

## فرق لعب لها
- كويلمس دي مار ديل بلاتا
- نادي سسكا موسكو لكرة السلة
- بوسطن سيلتكس
- نادي أولمبياكوس لكرة السلة
- خيمكي (كرة سلة)

## الميداليات
| الميدالية | المسابقة                             |
| --------- | ------------------------------------ |
| فضية      | بطولة كأس العالم لكرة السلة 2002     |
| ذهبية     | بطولة أمم الأمريكتين لكرة السلة 2001 |
| فضية      | بطولة أمم الأمريكتين لكرة السلة 2003 |

## روابط خارجية
- روبن وولكوويسكي على موقع الاتحاد الدولي لكرة السلة (الإنجليزية)
- روبن وولكوويسكي على موقع الدوري الأوروبي لكرة السلة (الإنجليزية)
- روبن وولكوويسكي على موقع إن بي أي (الإنجليزية)
- روبن وولكوويسكي على موقع سبورتس رفرنس (الإنجليزية)
- روبن وولكوويسكي على موقع الدوري الإسباني لكرة السلة (الإسبانية)
- روبن وولكوويسكي على موقع كرة السلة الأوروبية.كوم (الإنجليزية)
- روبن وولكوويسكي على موقع ريلجم (الإنجليزية)
- روبن وولكوويسكي على موقع بروبوليرز (الإنجليزية)
- روبن وولكوويسكي على موقع سبورتس رفرنس (الإنجليزية)
- روبن وولكوويسكي على موقع أوليمبيديا (الإنجليزية)